# Daniel Diges
Daniel Diges García (Alcalá de Henares, 17 de gener de 1981) és un actor i cantant de musicals espanyol, representant d'Espanya del Festival d'Eurovisió 2010.
Va començar la seva carrera com a actor en sèries com Ana y los siete, Hospital Central i Aquí no hay quien viva, i en representacions teatrals com Agitación+IVA, En tu fiesta me colé, Hoy no me puedo levantar, We will rock you, High School Musical i Mamma mia!.
El 2010 va participar en Eurovisió i va quedar en el 15è lloc amb la cançó Algo pequeñito, de la qual també llançar un disc. En aquell premi d'Eurovisió la seva actuació va ser feta unes dues vegades ja que a la primera el famós espontani Jimmy Jump es va colar a la seva actuació. Els anys següents va treure'n tres més titulats ¿Dónde estabas tú en los setanta? (2012), Quiero (2014) i Calle Broadway (2015).
Continuà actuant en musicals, protagonitzant la nova versió de Els miserables de 2010 a 2012, Póker de voces el 2011, amb David Ordinas, Ignasi Vidal i Gerónimo Rauch. Entre 2012 i 2013 va participar en Tu cara me suena d'Antena 3, on va ser finalista i segon classificat, i va interpretar a Gaston al musical de La bella y la bestia i, de nou, el paper protagonista Hoy no me puedo levantar. De 2013 a 2014 va tornar a participar en Els miserables, i el 2017 i 2018 de nou en la seva versió brasilera i mexicana, respectivament.